# Mořský kříž na Rewské kose
Mořský kříž na Rewské kose (polsky Krzyż Morski na Cyplu Rewskim nebo Krzyż Morski na Szperku Rewskim) je kovový kříž, který se nachází na Rewské kose na pobřeží Baltského moře v krajinném parku Nadmorski Park Krajobrazowy, ve vesnici Rewa v gmině Kosakowo v okrese Puck v Pomořském vojvodství v severním Polsku.

## Galerie

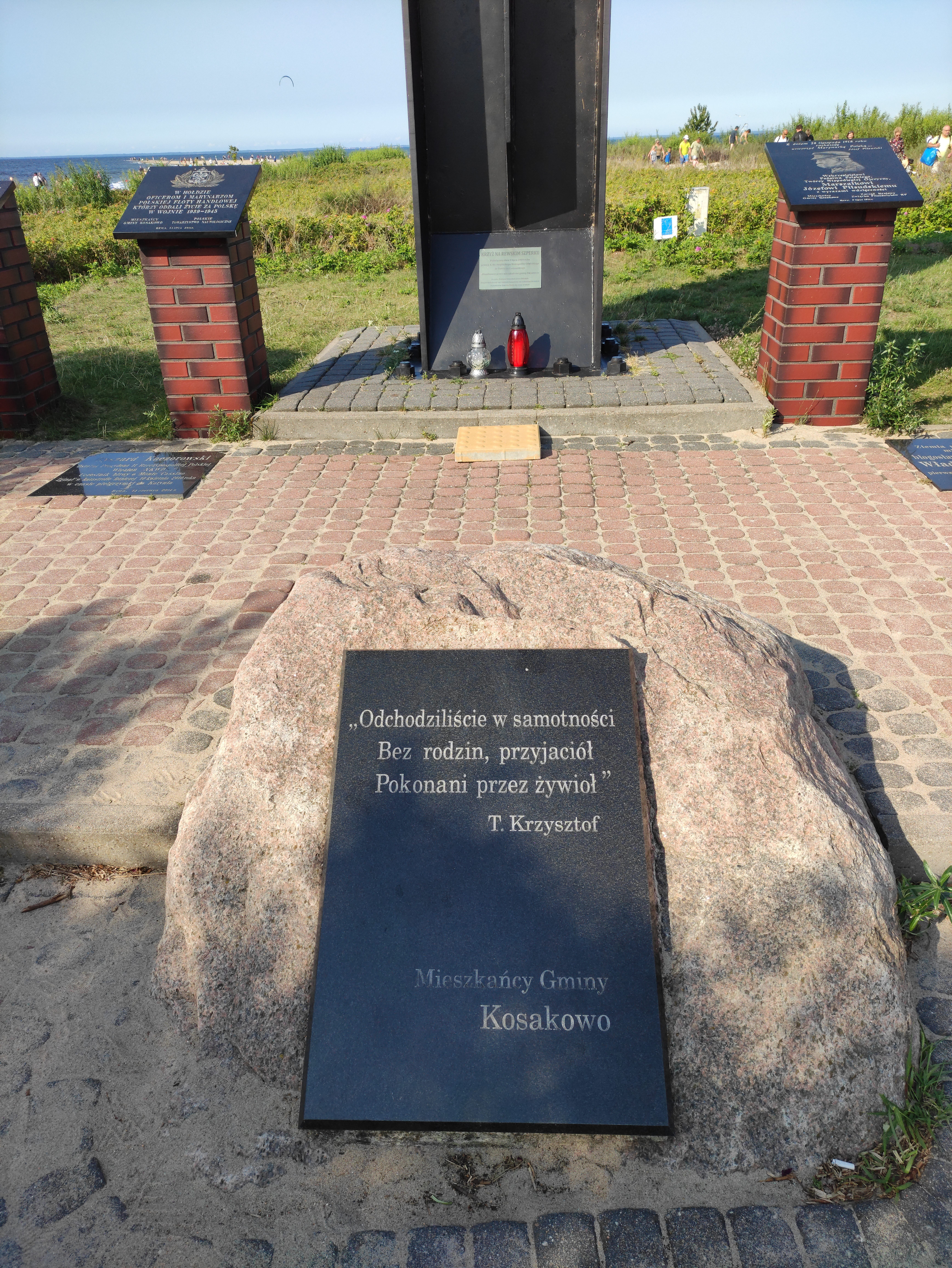
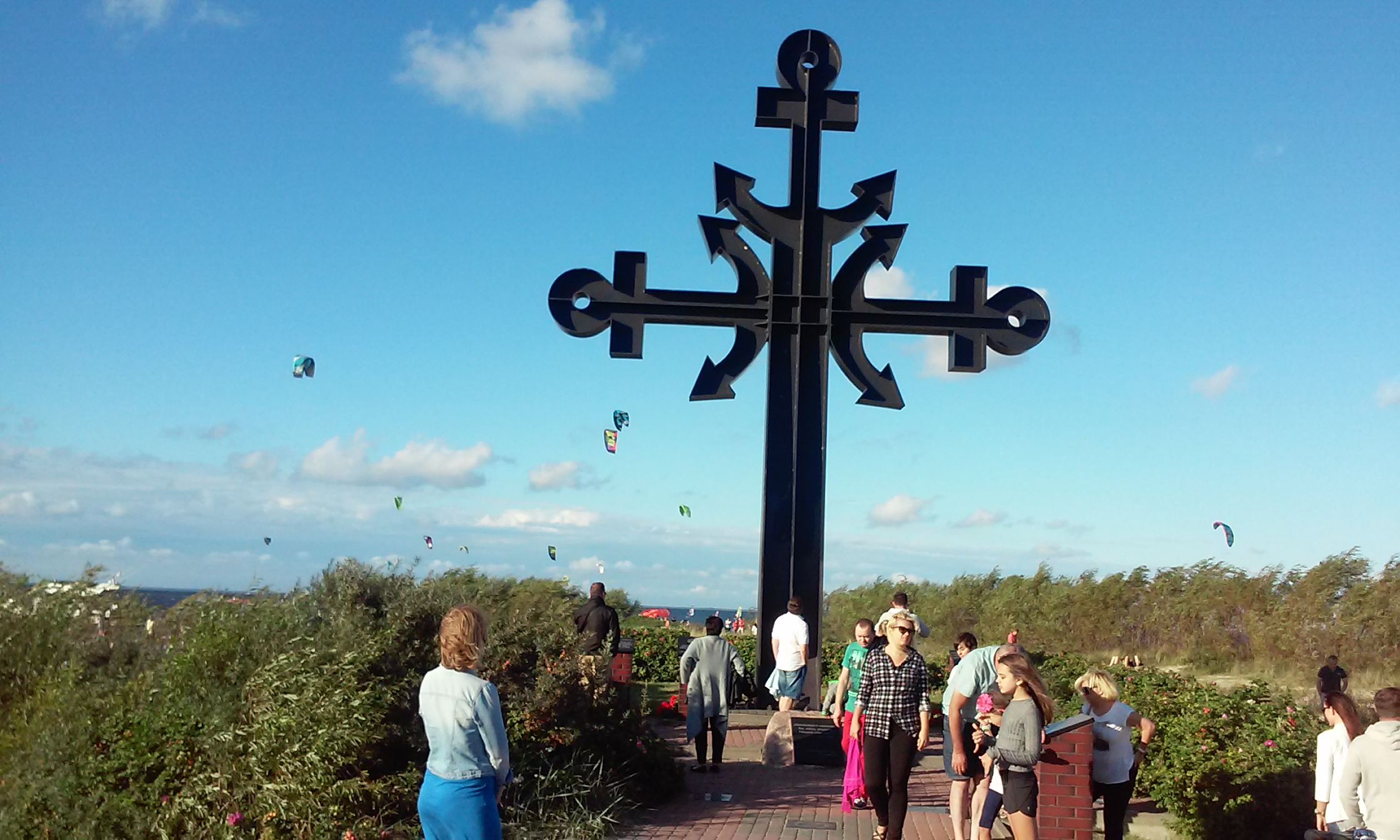

## Další informace
Mořský kříž na Rewské kose je zakončením rewské ulice Aleja Zasłużonych Ludzi Morza (česky Alej zasloužilých lidí moře). Kříž, do kterého byly zakomponovány kotvy, je zasvěcen obětem moře a byl odhalem v roce 2004 za posledními domy v Rewě. Každý rok jsou pod kříž přidávány další pamětní desky připomínající významné polské vojenské a civilní osoby spojené s mořem. Na místě se také nacházejí lavičky, stojany pro kola, poblíž jsou písečné pláže. Kříž je také vyhlídkou, ze které je možné dojít až na konec populární Rewské kosy.